# Francisco Uranga
Francisco Uranga (1905) è stato un nuotatore e pallanuotista argentino.
Ha partecipato, sia come pallanuotista, sia come nuotatore ai Giochi di Amsterdam 1928, gareggiando nei 100m sl e nella Staffetta 4×200m sl.